# Osjan (Macpherson)

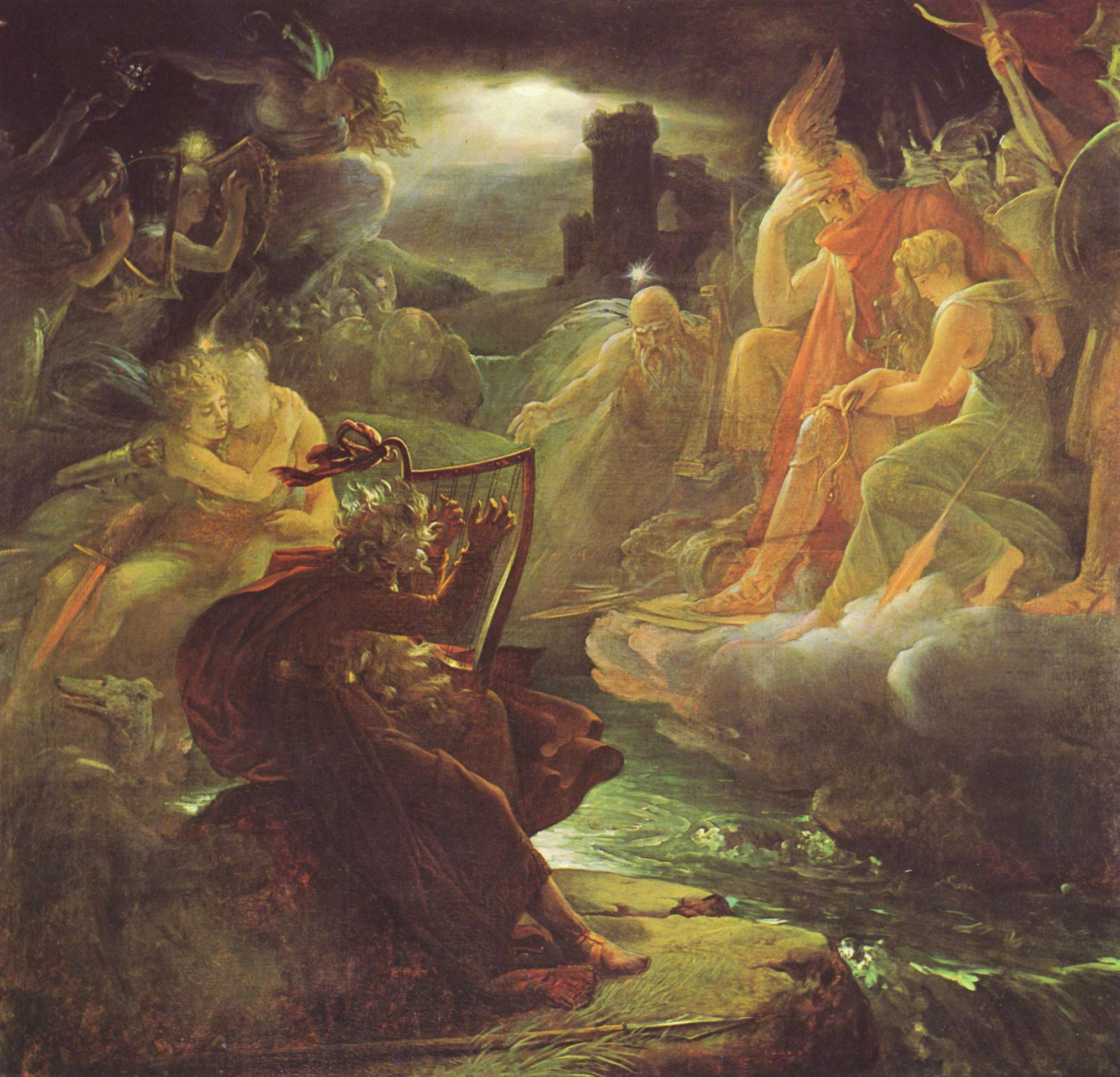
Osjan, mal. François Pascal Simon Gérard, 1801

Osjan – postać wzorowana na jednym z bohaterów mitologii irlandzkiej, Oisínie synu Fionna, legendarnym wojowniku i bardzie celtyckim. Miał być autorem tzw. Pieśni Osjana, rzekomych średniowiecznych poematów celtyckich, za których odkrywcę podawał się osiemnastowieczny poeta szkocki James Macpherson, który był w rzeczywistości ich redaktorem na prawach współtworzenia. Najzagorzalszym denuncjatorem Pieśni Osjana okazał się  bardzo wpływowy autorytet literacki, dr Samuel Johnson, nieznający zresztą języka gaelickiego i reprezentujący całkowicie odmienny, bardziej tradycyjny gust literacki, wykluczający romantyczny sentymentalizm. Odkrycie literatury, a w szczególności poezji języka gaelickiego, odnajdywanie cennych rękopisów i ogłaszanie ich drukiem, to również zasługa wydarzenia kulturowego, jakim są Pieśni Osjana.
Wydane zostały w języku angielskim w roku 1760 (Macpherson podawał, że tłumaczył je z języka gaelickiego) i stały się bardzo popularne w całej Europie, wywierając wpływ na literaturę romantyczną (szczególnie niemiecką). Przykładem może być ich pojawienie się w Cierpieniach młodego Wertera niemieckiego romantyka, J.W. Goethego. Tytułowy bohater zaczytuje się w utworze pod wpływem silnych uczuć związanych z nieszczęśliwą miłością.

## Polskie tłumaczenia
Jako pierwszy fragmenty Pieśni przełożył Ignacy Krasicki w 1793 roku. W 1838 roku wydano we Lwowie pierwszy polski pełny przekład Pieśni Osjana dokonany przez Seweryna Goszczyńskiego. Goszczyński przełożył Pieśni w czasie pobytu w Mikołajowicach w pierwszych miesiącach 1832 r.